# Here Comes the Night
Here Comes the Night is een nummer geschreven door Bert Berns. Het werd een hit in de versie van Them, waarbij het de tweede plaats bereikte in het Verenigd Koninkrijk en de 24e plaats in de Verenigde Staten. Lulu bracht het nummer eerder al uit in 1964, maar deze versie werd geen grote hit, met een vijftigste plaats in het Verenigd Koninkrijk en geen hitnotering in de Verenigde Staten.
Them-zanger Van Morrison heeft het nummer later nog vaak tijdens liveoptredens gezongen, een opname hiervan verscheen op het album It's Too Late to Stop Now. Verder is het nummer gecoverd door artiesten als The Exciters (onder the naam "There They Go"), David Bowie (voor zijn coveralbum Pin Ups), Streetheart, The Rivals (die dachten dat ze Bowie coverden), Native (op de soundtrack van de film Ace Ventura: When Nature Calls), The Fabulous Thunderbirds, Dwight Yoakam en Rod Stewart.

## NPO Radio 2 Top 2000
| Nummer met noteringen in de NPO Radio 2 Top 2000 | '99  | '00 | '01  | '02  | '03 | '04  | '05  | '06  | '07  | '08  | '09  | '10  | '11  |
| ------------------------------------------------ | ---- | --- | ---- | ---- | --- | ---- | ---- | ---- | ---- | ---- | ---- | ---- | ---- |
| Here Comes the Night                             | 1254 | -   | 1435 | 1197 | 879 | 1230 | 1219 | 1190 | 1365 | 1201 | 1449 | 1696 | 1747 |

1. ↑  Een '-' betekent dat het nummer niet was genoteerd en een vetgedrukt getal geeft de hoogste notering aan.
2. ↑  Deze tabel is bijgewerkt tot en met de laatste editie (2024).